# Gilbert Bozon
Gilbert Fernand Charles Bozon (ur. 19 marca 1935 w Troyes, zm. 21 lipca 2007 w Tours) – francuski pływak.

## Kariera
W 1951 został złotym medalistą igrzysk śródziemnomorskich na 100 m stylem grzbietowym z czasem 1:07,2 s oraz w sztafecie 3 × 100 m stylem zmiennym.
W 1952 zdobył srebrny medal olimpijski na 100 m stylem grzbietowym z czasem finałowym 1:06,2 s. Pobił również dwa rekordy świata: na 100 m stylem grzbietowym z czasem 1:03,3 s, pobity przez Yoshiego Oyakawę w kwietniu 1954 (1:02,9 s) i w sztafecie 3 × 100 m z czasem 3:09,6 s.
W czerwcu 1953 ustanowił rekord świata na 200 m stylem grzbietowym z czasem 2:18,3 s.
W 1954 został mistrzem Europy na 100 m stylem grzbietowym z czasem 1:05,1 s oraz wicemistrzem w sztafecie 4 × 200 m stylem dowolnym z czasem 8:54,1 s.
W 1955 wywalczył złoto igrzysk śródziemnomorskich na 100 m stylem grzbietowym z czasem 1:06,2 s i w sztafecie 4 × 100 m stylem zmiennym. Pobił również rekord świata na tym dystansie na krótkim basenie z czasem 1:02,1 s.
W 1956 ponownie wystartował na igrzyskach olimpijskich na 100 m stylem grzbietowym, tym razem odpadając w półfinale po zajęciu 5. miejsca w swoim wyścigu z czasem 1:06,5 s.

## Losy po zakończeniu kariery
W 1957 zakończył karierę, a rok później przeprowadził się z Troyes do Tours i został trenerem oraz prezesem dziecięcego klubu pływackiego Enfants de Neptune de Tours. Zmarł po długiej chorobie w lipcu 2007.

## Życie prywatne
Był żonaty z Sylvie Le Noach, z którą miał czworo dzieci, w tym córkę Alicię, która również była pływaczką i w 2000 wystartowała na igrzyskach olimpijskich.

## Upamiętnienie
W Tours znajduje się basen nazwany imieniem Bozona.